# Thoma Simaku
Thoma Simaku, född den 18 april 1958 i Kavaja i Albanien, är en albansk kompositör.
Thoma Simaku utbildades i komposition vid Institutet för de fria konsterna i Tirana. Mellan åren 1991 och 1996 läste han vid York University i England där han tog doktorsexamen.
Thoma Simaku har komponerat orkester- och kammarmusik, vokala stycken och musik för flera albanska filmer. Hans verk har uppförts runtom i Europa och USA.